# Provozovatel hazardní hry

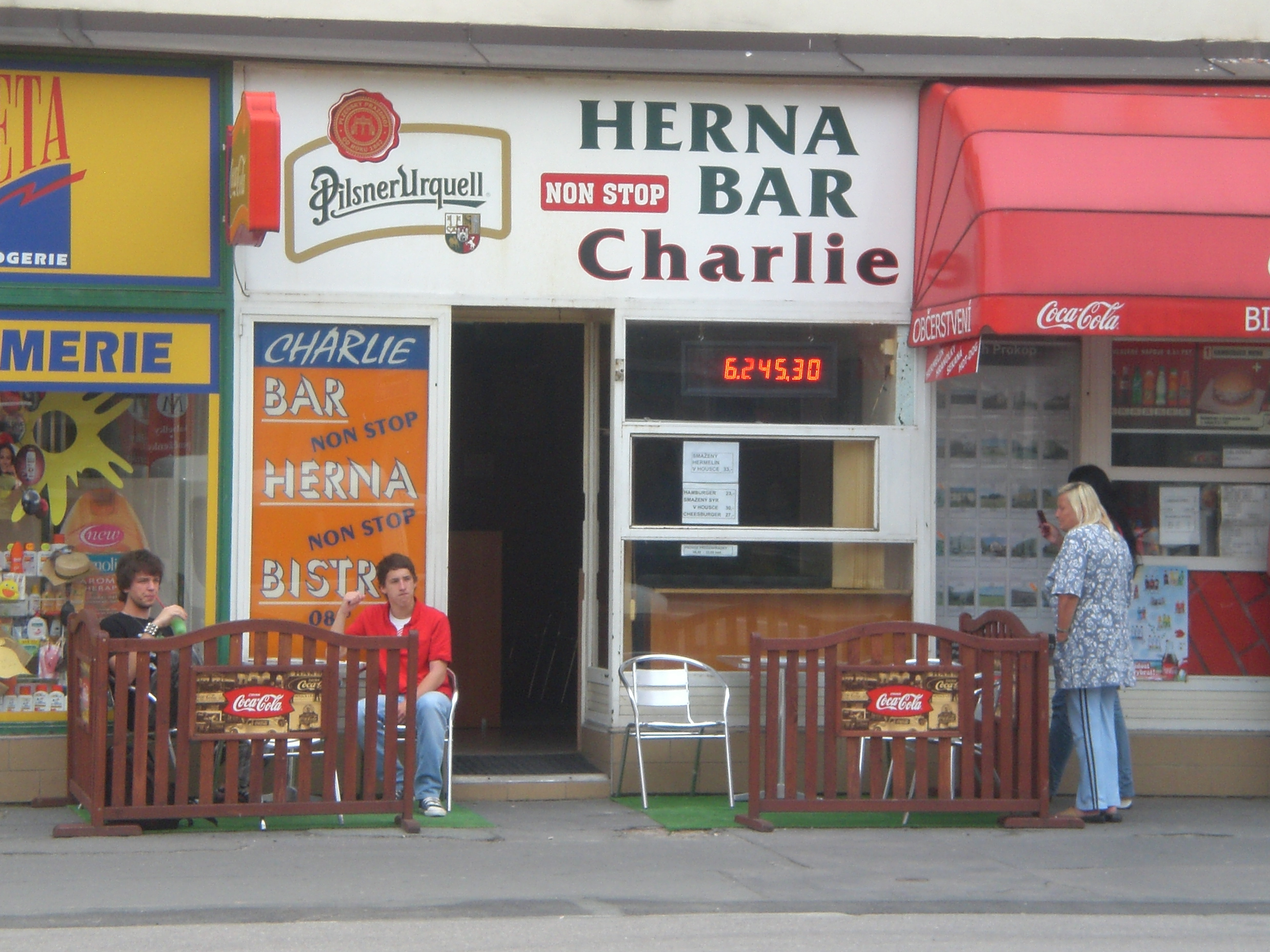

Přehled provozovatelů hazardních her vede  Ministerstvo financí České republiky jako dva seznamy uvedené níže. V seznamech nejsou uvedeni pořadatelé věcných loterií a tombol.

## Seznam provozovatelů loterií
Seznam legálních provozovatelů hazardních her dle ZOL (loterií a sázkových her) vede ministerstvo dle zákona č. 202/1990 Sb., o loteriích a jiných podobných hrách (loterijní zákon).
V seznamu jsou uvedeny společnosti
- MASOX a.s.
- SAZKA a.s.

## Seznam provozovatelů hazardních her
Seznam legálních provozovatelů hazardních her dle ZHH vede ministerstvo dle zákona č. 186/2016 Sb., o hazardních hrách (Zákon o hazardních hrách).
V seznamu jsou uvedeny společnosti
- 3E Projekt, a.s.
- 69GAMES a.s.
- AGH VLT a.s.
- ALEKS CZ a.s.
- APEX gaming EUROPE a.s.
- Apollo Line, s.r.o.
- AUTO GAMES, a.s.
- BIG WIN a.s.
- Blue bar, s.r.o.
- BONVER WIN, a.s.
- CASINO KARTÁČ Group a.s.
- CEC Praha a.s.
- Compania Plus, s.r.o.
- EURO QUEEN a.s.
- EVOL a.s.
- EVONA ELECTRONIC, spol., s.r.o.
- forBET online CZ, s.r.o.
- FORTUNA GAME a.s.
- GAPA GROUP a.s
- GELP, s.r.o.
- GOLD HAPPY DAY a.s., HAPPY DAY holding
- GPC WIN a.s.
- Chance a.s.
- INTERPLAY a.s.
- KAIZEN GAMING CZ LIMITED
- King's casino a.s.
- Loterie Korunka, s.r.o.
- Lucky Money a.s.
- MAXI-TIP a.s.
- MERKUR CASINO a.s.
- MOD PLAY, a.s.
- MP on-line, s.r.o.
- multigate a.s.
- NERO TRADE a.s.
- NET and GAMES a.s.
- onebet a.s.
- PALATINO a.s.
- Paradise Casino Admiral,a.s.
- POWER, a.s.
- Rask - PUL, a.s.
- Sazka a.s.
- SPACE BET a.s.
- Synot tip, a.s.
- Tipsport a.s.
- Tipsport.net a.s.
- Trans World Hotels & Entertainment, a.s.
- TRELANGEN a.s.
- TSG Interactive plc
- Victoria - Tip, a.s.
- VICTORY CASINO, s.r.o.
- VIP CLUB a.s.
- W.G.G. a.s.
- WEKOSA STAR a.s.